# Treron olax
El vinago chico (Treron olax) es una especie de ave columbiforme perteneciente a la familia Columbidae. Es originaria de Borneo, Singapur, y Tailandia. Su hábitat natural son los bosques húmedos de tierras bajas tropicales. Se caracterizan por ser de pequeño tamaño y de color verde.